# Dumbrava Roșie (okręg Neamț)
Dumbrava Roșie – wieś w Rumunii, w okręgu Neamț, w gminie Dumbrava Roșie. W 2011 roku liczyła 2957 mieszkańców.